# عمالة مقاطعات ابن مسيك

عمالة مقاطعات ابن امسيك هي إحدى عمالات مقاطعات الدار البيضاء وتضم مقاطعتين هما:
1. .مقاطعة ابن امسيك
2. .مقاطعة سباتة

## تاريخ
ابن مسيك من العمالات التي شهدت تظاهرات وطنية ضد المستعمر الفرنسي، وبوجود مقبرة غبيلة التي دفن فيها عدة وطنيين وفدائيين مغاربة.

## الاقتصاد
ابن مسيك هي ليس مجمع سكني فحسب بل مركز تجاري مهم بوجود قيسارية سباتة وسوق الجملة

## النشاط الثقافي
عرفت دار الشباب ابن امسيك نشاطا متميزا منذ بداية السبعينات من القرن الماضي. وحفظا للذاكرة الجماعية، نشير هنا إلى بعض الجمعيات الثقافية والمسرحية التي عرفتها الدار: ليالي الشعب، عهد الشباب، نجوم البيضاء، اللواء المسرحي، الشعاع الذهبي، الرواد، الأصالة، الجيل الصاعد، الطلائعي، نور الشباب، الانطلاقة، نادي العمل السينمائي، الشعلة.
المركب الثقافي بن امسيك (كمال الزبدي)يوجد بشارع الجولان بتراب بن امسيك ،و يعرف عدة أنشطة ثقافية،فنية وتشكيلية
المسرح الكبير ابن امسيك تم تدشينه يوم الجمعة 20 ماي2022،

## الشوارع
ابن مسيك هو أيضا توجد به شوارع كبرى منها:
1. شارع الرائد إدريس الحارثي الرابط بين حي الإنارة إلى آخر حي مولاي رشيد
2. شارع الجولان الرابط بين درب ميلا إلى حي السالمية 2
3. شارع الداخلة وسط العمالة
4. شارع وادي الذهب وسط العمالة
5. شارع ساقية الحمراء وسط العمالة
6. شارع مقداد الحريزي الرابط من طريق مديونة إلى ملعب التسيما...

## الرياضة
الرياضة عند الأحياء الشعبية هي كرة القدم، وكذلك بعمالة ابن مسيك بوجود فرق عديدة على سبيل المثال:
1. نادي الفتح اسباتة
2. نادي المجد العثماني
3. نادي السهام الرياضي وكذلك بوجود ملعبين كرويين كبيرين:
4. ملعب بامحمد بشارع الداخلة ذات عشب اصطناعي
5. ملعب التسيما بشارع الجولان ذات عشب طبيعي
6. يوجد بشارع الجولان وإلى جانب دار الشباب، الملعب التاريخي المعروف ب «تيران الحفرة» مع حارسه التاريخي حماد.